# Chondria
Chondria es un género de coleóptero de la familia Endomychidae.

## Especies
Las especies de este género son:
- Chondria affinis
- Chondria agilis
- Chondria apicalis
- Chondria araneola
- Chondria armipes
- Chondria auritarsis
- Chondria brevior
- Chondria buruana
- Chondria cardiaca
- Chondria crenata
- Chondria elegans
- Chondria elliptica
- Chondria formosana
- Chondria furva
- Chondria globulosa
- Chondria indica
- Chondria longicornis
- Chondria longipes
- Chondria lutea
- Chondria minima
- Chondria montislinae
- Chondria nigra
- Chondria nigricollis
- Chondria nigropectus
- Chondria nigropunctata
- Chondria nigropunctata
- Chondria nitida
- Chondria ovalis
- Chondria rhipiphora
- Chondria rhodura
- Chondria seriesetosa
- Chondria stigmatica
- Chondria triplex
- Chondria truncata
- Chondria tympanizans
- Chondria xanthomata